# Limonethe beckeri
Limonethe beckeri är en stekelart som först beskrevs av Costa Lima och Guitton 1961.  Limonethe beckeri ingår i släktet Limonethe och familjen brokparasitsteklar. Inga underarter finns listade i Catalogue of Life.